# جایزه هیومنیتاس
جایزه هیومنیتاس جایزه ای برای نوشتن فیلم و تلویزیون است که هدف آن ارتقای کرامت، معنا و آزادی انسان است. در سال ۱۹۷۴ با پدر الوود "باد" کیزر - که او نیز بنیانگذار پائولیس پروداکشنز است - آغاز شد، اما عموماً به‌طور خاص به سینمای مذهبی یا تلویزیون کارگردانی نمی‌شود. این جایزه با افتخارات مشابه برای فیلمنامه نویسان متمایز است زیرا یک جایزه نقدی بزرگ، بین ۱۰۰۰۰ تا ۲۵۰۰۰ دلار، همراه با هر جایزه است. 